# Jamamadí
Le jamamadí est une langue arawane parlée dans l'État d'Amazonas au Brésil, près de la rivière Purús, en Amazonie, par 190 Jamamadís.
La langue est parlée par l'ensemble de la population.

## Classification
Selon Dixon, le jamamadí est mutuellement compréhensible avec le jarawara et le banawá. Ces trois variétés forment la langue qu'il nomme « madi », du terme signifiant « personne » dans ces trois parlers.

## Phonologie
Les tableaux présentent les phonèmes du jamamadí.

### Voyelles
|         | Antérieure | Centrale | Postérieure |
| ------- | ---------- | -------- | ----------- |
| Fermée  | i [i]      |          |             |
| Moyenne | e [e]      |          | o [o]       |
| Ouverte |            | a [a]    |             |

### Consonnes
|              |              | Bilabiale | Dentale | Palatale | Vélaire | Glottale |
| ------------ | ------------ | --------- | ------- | -------- | ------- | -------- |
| Occlusive    | Sourde       |           | t [t]   |          | k [k]   |          |
| Occlusive    | Sourde       | b [b]     | d [d]   | j [ɟ]    |         |          |
| Fricative    | Fricative    | f [ɸ]     | s [s]   |          |         | h [h]    |
| Nasale       | Nasale       | m [m]     | n [n]   |          |         |          |
| liquide      | liquide      |           | r [r]   |          |         |          |
| Semi-voyelle | Semi-voyelle | w [w]     |         |          |         |          |